# Менса-Сток, Тамира
Тамира Мариама Менса-Сток (англ. Tamyra Mensah-Stock; род. 11 октября 1992, Кэти) — американская спортсменка, борец вольного стиля, Олимпийская чемпионка 2020 года в Токио, двукратная чемпионка мира и призёр чемпионатов мира и Панамериканских чемпионатов.

## Биография
В сентябре 2017 года она стала девятой на чемпионате мира в весовой категории до 69 кг.
В 2018 году в Будапеште стала третьей в весовой категории до 69 кг и завоевала бронзовую медаль чемпионата мира. Это лучшее достижение в карьере американской спортсменки.
На предолимпийском чемпионате мира в Казахстане в 2019 году в весовой категории до 68 кг, Тамира завоевала золотую медаль став чемпионкой мира и получила олимпийскую лицензию для своего национального Олимпийского комитета.
3 мая 2023 года было объявлено, что Менса-Сток подписала контракт с WWE, чтобы стать рестлером. Она является третьим золотым олимпийским медалистом по борьбе (после Курта Энгла и Гейбла Стивсона) и первым женским золотым олимпийским медалистом по борьбе, подписавшим контракт с компанией.